# La tela
La tela es una obra de teatro en tres actos escrita por Pedro Muñoz Seca y Pedro Pérez Fernández, estrenada en 1925.

## Argumento
Unos embaucadores consiguen aprovecharse de una ingenua e incauta familia que recientemente se ha convertido en millonaria.

## Personajes
| - Magdalena - Coquinera - Doña Casia - Doña Soledad - Reyes - Isabel - Angelita - Paloma - Lino - Francisco | - Pascual - Miguel - Paquito - Gregorio - Felipe - Pablito - Celedonio - Don Juan - Don Luis - Ruiz |

## Estreno
- Teatro de la Comedia, Madrid, 9 de enero de 1925
  - Intérpretes: Casimiro Ortas (Lino) María Mayor (Magdalena), Aurora Redondo, Ana Ferri, Herminia Molina, Eduardo Pedrote, Mariano Asquerino, Mariano Azaña, Ricardo Vargas.

## Reposiciones
- Teatro de la Comedia, Madrid, 16 de abril de 1939
  - Intérpretes: Casimiro Ortas, Juan Bonafé, Aurora Garcialonso, Guadalupe Muñoz Sampedro, Antonio Garisa.